# Aygstadion
Het Aygstadion is een voetbalstadion in de Armeense stad Ararat. Tegenwoordig heeft het stadion geen vaste bespeler.